# Walhalla (brouwerij)
Walhalla (officieel bekend als Walhalla Craft Beer B.V.) is een Nederlandse brouwerij van speciaalbier gevestigd in het Hamerkwartier van Amsterdam. De brouwerij exporteert zijn bieren onder andere naar Scandinavië.

## Geschiedenis
Walhalla werd opgericht in 2015 door Aart van Bergen, een voormalig jazzmuzikant die zijn thuisbrouwhobby in 2011 begon en sinds 2013 betrokken was bij Brouwerij De Vriendschap. Van Bergen verliet deze eerdere samenwerking om Walhalla zelfstandig op te richten. De officiële opening van de brouwerij vond plaats op zondag 7 februari 2016 in het Compagnietheater in Amsterdam. Datzelfde jaar bracht Walhalla zijn eerste twee bieren, Osiris en Shakti, op de markt.
Na een aantal jaren als brouwerijhuurder te hebben gewerkt, opende Walhalla in april 2018, dankzij een succesvolle crowdfundingcampagne in het voorgaande jaar, een eigen brouwerij met proeflokaal aan de Spijkerkade in Amsterdam-Noord.
Begin 2025 voltooide Walhalla een nieuwe succesvolle crowdfundingcampagne, waarmee € 350.000 werd opgehaald bij 229 investeerders. Dit kapitaal is bestemd voor een verhuizing naar een groter pand, uitbreiding van de brouwcapaciteit, een upgrade van het proeflokaal en investeringen in nieuwe apparatuur.

## Bieren
De bieren van Walhalla zijn vernoemd naar mythologische figuren, zoals Loki, Osiris en Heimdall. De etiketten, ontworpen door illustrator Vincent Sapthu, beelden deze figuren uit diverse mythologieën af.
Het vaste assortiment bestaat uit:
- Loki, Golden IPA, vernoemd naar de Noorse god Loki.
- Elixer, New England IPA, vernoemd naar een elixer.
- Apollo, een pilsner, vernoemd naar de Griekse god Apollo.
- Njord, Hazy Pale Ale, vernoemd naar de Noorse god Njord.
- Mist, weizen, vernoemd naar de Walkure Mist.
- Nisaba, West Coast IPA, vernoemd naar de Sumerische godin Nisaba.
- Zeus, dubbele IPA, vernoemd naar de Griekse god Zeus.

Naast hun vaste assortiment brouwt Walhalla ook seizoensgebonden specials, samenwerkingen met andere brouwerijen en een gelimiteerde Daemons-serie, die bestaat uit zwaardere en meer experimentele bieren.

## Ophef
In 2019 ontstond controverse over het bieretiket van het bier Shakti, dat de godin Shakti afbeeldt. Rajan Zed, een Hindoe-staatsman uit Nevada, bekritiseerde het gebruik van Hindoegoden voor commerciële doeleinden. Hij vond dat Shakti een belangrijke rol speelt in het Hindoeïsme en niet gebruikt zou mogen worden voor de verkoop van bier. Aart van Bergen verklaarde dat hij vooraf advies had ingewonnen bij Hindoes in Nederland, die geen aanstoot hadden genomen aan het etiket. Hij gaf aan bereid te zijn het etiket aan te passen indien er veel mensen door gekwetst zouden worden.

## Erkenning
In 2016 won Walhalla zijn eerste internationale prijs: het bier Osiris behaalde een zilveren medaille in de categorie 'Modern Saison' tijdens de Brussels Beer Challenge. In 2019 won het bier Shakti een bronzen medaille in de categorie 'Amber: Double IPA / Imperial IPA' bij de Dutch Beer Challenge. Hetzelfde bier behaalde in 2020 opnieuw een bronzen medaille in dezelfde categorie.
Brouwerij De 7 Deugden · De Bekeerde Suster · Bird Brewery · Bierbrouwerij De Boei · Brouwerij Breugem · Brouwerij Dampegheest · Brouwerij Egmond · Gooische Bierbrouwerij · Brouwerij Heyloo · Brouwerij 't IJ · Jopen · Brouwerij De Lepelaer · Moersleutel Craft Brewery · Naeckte Brouwers · Oedipus Brewing · Brouwerij De Prael · Brouwerij De Schans · SNAB · Texelse Bierbrouwerij · Tommie Sjef Wild Ales · Two Chefs Brewing · Brouwerij Uiltje · Bierbrouwerij Volendam · Walhalla Craft Beer · Wispe Brouwerij · Brouwerij Zeeburg